# Viva la pappa col pomodoro
Viva la pappa col pomodoro è un brano musicale del 1964 composta da Lina Wertmüller e Nino Rota, arrangiata da Luis Bacalov ed eseguita da Rita Pavone. La canzone è parte dell'adattamento televisivo Il Giornalino di Gian Burrasca, in cui Rita Pavone interpreta il protagonista del lungometraggio firmato Rai.

## Storia del brano
Con la nascita del Carosello, in onda nelle televisioni italiane dal 3 febbraio 1957, avviene l'arrivo della pubblicità nella vita e nei consumi degli italiani. Partecipare come cantante o attore ai vari spezzoni pubblicitari poteva essere un'occasione di lancio per stelle dello spettacolo in ascesa e così fu per Rita Pavone, che cominciò ad essere ingaggiata nel 1963 per la campagna pubblicitaria dell'Algida e nel 1968 per quella della Cinzano. Entrambi i caroselli ebbero un gran successo e fecero sì che già nel 1964 la diciannovenne Rita Pavone venne ingaggiata per lo sceneggiato tv Il giornalino di Gian Burrasca, tratto dal celebre romanzo giovanile di Luigi Bertelli, in arte Vamba.
Regista dell'opera era Lina Wertmüller, con musiche di Nino Rota, testi di Lina Wertmüller e orchestrate da Luis Bacalov. Rota durante la registrazione del brano collaborò con Anton Karas che ne fece un accompagnamento con la cetra da tavolo, strumento che il compositore austriaco aveva già usato per The Harry Lime Theme, parte della colonna sonora del film Il terzo uomo (The Third Man) di Carol Reed.
In seguito, questa canzone verrà nuovamente incisa da Rita Pavone in altre lingue: sarà The Man Who Makes the Music per il Regno Unito, Ich frage meine Papa per la Germania dell'Ovest e Qué ricas son la papas per la Spagna e tutti gli altri paesi ispanofoni.

## Tracce
Testi e musiche di Wertmüller - Rota.
1. Viva la pappa col pomodoro – 2:02
2. Sei la mia mamma – 3:17

## Musicisti
- Voci: Rita Pavone
- Testo: Lina Wertmüller
- Arrangiamento: Nino Rota
- Orchestra diretta da: Luis Bacalov

## Classifiche
| Classifica (1964-1965)         | Posizione massima |
| ------------------------------ | ----------------- |
| Argentina (CAPIF)              | 7                 |
| Austria (Ö3 Austria Top 40)    | 11                |
| Italia (Musica e dischi)       | 3                 |
| Germania Ovest (Media Control) | 35                |